# Lijst van rijksmonumenten in Oudwoude
De plaats Oudwoude (Aldwâld) telt 8 inschrijvingen in het rijksmonumentenregister. Hieronder een overzicht. 
| Object                                      | Oorspronkelijke functie? | Bouwjaar                                                                                        | Architect           | Locatie        | Coördinaten?                 | Nr.?   | Afbeelding                                  |
| ------------------------------------------- | ------------------------ | ----------------------------------------------------------------------------------------------- | ------------------- | -------------- | ---------------------------- | ------ | ------------------------------------------- |
| Kop-rompboerderij                           | Boerderij                | ca. 1860                                                                                        |                     | Foarwei 30     | 53° 16' 48" NB, 6° 6' 51" OL | 23755  | Meer afbeeldingen                           |
| Kerk van Oudwoude (Hervormde kerk)          | Kerk en kerkonderdeel    | 15e eeuw 1689-'94 (westgevel) ca. 1880 (herb. geveltoren, bepleistering) 1965 (rest.)           | A. Baart jr. (1965) | Foarwei 46     | 53° 16' 47" NB, 6° 6' 41" OL | 23756  | Meer afbeeldingen                           |
| Spûkepleats                                 | Boerderij                | ca. 1860                                                                                        |                     | Foarwei 48     | 53° 16' 48" NB, 6° 6' 35" OL | 23757  | Meer afbeeldingen                           |
| Allemastate                                 | Boerderij                | 14e eeuw (als stins) eind 16e eeuw (verb.) eind 18e eeuw (verb. tot boerderij) 19e eeuw (verb.) |                     | Allemawei 5    | 53° 17' 16" NB, 6° 7' 17" OL | 366637 | Meer afbeeldingen                           |
| Hervormde pastorie                          | Kerkelijke dienstwoning  | 1806 1826 (aanbouw) 1906 (verb.)                                                                |                     | Foarwei 38     | 53° 16' 49" NB, 6° 6' 43" OL | 526238 | Meer afbeeldingen                           |
| Hervormde pastorie, tuin                    | Kerk en kerkonderdeel    | 1800-1850                                                                                       | mog. L.P. Roodbaard | bij Foarwei 38 | 53° 16' 49" NB, 6° 6' 43" OL | 527578 | Upload foto                                 |
| Hervormde pastorie, gracht, hekwerk en laan | Kerk en kerkonderdeel    | 19e eeuw (hekwerk)                                                                              |                     | bij Foarwei 38 | 53° 16' 49" NB, 6° 6' 43" OL | 527579 | Hervormde pastorie, gracht, hekwerk en laan |
| Verenigingsgebouw                           | Kerk en kerkonderdeel    | ca. 1900 na 1944 (uitbr.)                                                                       |                     | Foarwei 42     | 53° 16' 49" NB, 6° 6' 43" OL | 527580 | Verenigingsgebouw                           |